# 姫乃杏樹
姫乃 杏樹（ひめの あんじゅ、1988年11月30日- ）は、日本のAV女優。

## 略歴・人物
2009年にデビューしたロリ系のAV女優である。

## 出演作品

### アダルトビデオ
2009年
- 制服hunt 20（1月9日、ゴーゴーズ）
- はじめてのアルバイト。 サツエイソザイ 4（2月6日、ゴーゴーズ）他出演:いずみ ※「ゆい」名義
- 女子校生身体測定盗撮（3月27日、I.B.WORKS）オムニバス作品
- 実録! 某エロ本出版社のちょっぴりHな街頭インタビューに恥ずかしがりながらも答えてくれた“むっつりスケベ”な素人に“（；´Д｀）ハァハァ興奮しすぎて公衆の面前で中出しまでしちゃったよ 1（4月16日、スターゲート） ※「姫乃」名義
- ロリ・ナンパすぺしゃる。 17 美少女祭り!ワンピースから覗く素足から美尻まで 全部生中出し編（6月5日、GLAY'z）他出演:宮咲志帆、森元あすか、琴音ゆめ、くるみ
- クルクル回る好きな女にぶっかけ放題 顔射できる回転寿司（6月18日、ロケット）…共演:篠原るり、咲、高杉まなみ、真白希実、杉本有紀 ほか
- ウブっ娘限定!! センズリ見てるだけじゃ我慢できなくなっちゃった素人娘たち（7月3日、映天）他出演:赤西あずさ、小日向ひな、桃咲まなみ、ひかり
- 微乳A とっても感じる小っちゃいおっぱい（7月5日、ドリームチケット）
- ロリコン変態産婦人科医 思春期外来 盗撮 2 中○生はじめての産婦人科受診 「痛くないでしょ?じゃあ、もう少し奥を調べてみるよ…?」（7月13日、カルマ）他出演:安西瑠菜、星野さら、椎名悠、凛音涼子 ほか
- 可愛かったのでナマで中に出しちゃいました! 2（7月24日、HRC）他出演:水嶋あずみ、桐生さくら、華恋
- MY FAVORITE WITH パンティーストッキング 9（7月24日、HRC）他出演:華恋、さくら愛々
- 街角援交少女（7月25日、ラマ） ※「あんじゅ」名義
- ロリはめ 21（8月14日、I.B.WORKS）…オムニバス作品 他出演:ひなた、成瀬心美、高井そら ※アダルトサイト「モモプリッ!」のDVD版
- JK援交 VOL.5 ガチ中出し（8月20日、サムシング）
- Tokyo Street Graffiti 09（9月10日、ゼットン）
- スク水ディルドオナニー（9月11日、I.B.WORKS）他出演:高井そら、川瀬優希、日向まひる、さくら結衣、白砂ゆの、山瀬あゆ美 ほか
- 貧乳少女生中出し（10月23日、TMA）他出演:希内あんな、小泉梨菜、純名もも、田村りか、葉月みりあ、花澤うさ、ひかり
- オヤジの言いなりなアノ娘。（10月25日、すっぴん） ※「あんじゅ」名義
- 発禁寸前 File.14（11月5日、NON） ※「木下葵」名義
- 絞め縦皺に咽喉が歎き懺悔 05（11月10日、tenbaku）他出演:安藤リカ、RINA
- フェラ音（11月20日、セックスエージェント）他出演:妃悠愛、平井綾、諸星セイラ、伊沢美晴、若菜りん、赤坂アスカ、あいぶらん
- 未成熟貧乳パイズリ（11月27日、I.B.WORKS）他出演:つぼみ、杏ののか、大崎ちわ、希内あんな、白砂ゆの、赤西あずさ ほか
- 整体師の友達にお願いして1日だけ整体師のフリをさせてもらったら育ち盛りのうぶっ子の初々しい裸やブルマが生で見れて、こっそりエロいこともできた!（12月5日、Hunter）オムニバス作品
- 生活指導教師 わいせつ盗撮（12月11日、I.B.WORKS）オムニバス作品
- 縞パン女子校生しか見たくない! 4時間（12月25日、TMA）他出演:希内あんな、ひかり、純名もも、小泉梨菜、葉月みりあ、田村りか、花澤うさ
- 超鬼畜家庭教師 小○生教え子喰いの裏側（12月31日、the WoRLd）オムニバス作品

2010年
- 修学旅行 2（1月7日、SODクリエイト）共演:まいこ、ゆき、ちはる、しおり、あけみ ※「あき」名義
- 本当にあった!? JK美少女がスクール水着になって エッチに解決しちゃう 放課後相談室（1月7日、フェロービジョン）
- ミクロヌード 4 “超接写”女体分解（1月20日、プールクラブ・エンタテインメント）他出演:城谷さくら、川添杏奈、鷹宮りょう、飯島ねいろ
- ロリータディルドオナニー（1月22日、オフィスケイズ）他出演:菊里藍、遠藤かな、小松ひな、ふわり
- 猥褻監督の餌食になった新人U-1● アイドル（1月22日、キャッツアイ）オムニバス作品
- 中○生のセンズリ鑑賞（1月22日、オフィスケイズ）他出演:菊里藍、遠藤かな、小松ひな、ふわり
- 女子高等学校 定期健康診断（2月4日、SODクリエイト）
- 嬉し涙が溢れるイラマ（2月5日、NON）他出演:鷹宮りょう、篠めぐみ、つぼみ、井川ゆい、伊東菜々、水咲ゆい、杏あづさ、宮崎美々、美咲りん
- 誘拐 調教女子校生（2月19日、映天）
- ロリータ回春エステ（2月19日、キャッツアイ）オムニバス作品
- 美女エステ中出し完全盗撮 13 黒人×美少女篇（2月20日、ラハイナ東海）オムニバス作品
- ベニパン手コキ女子校生（3月19日、セックスエージェント）他出演:RUMIKA、鈴木なつ、柚里奈、杉浦アリス、結輝レイ、直嶋あい、愛音ゆり
- 小●生中出し 痴漢バス（4月9日、I.B.WORKS）他出演:真希なみ
- 中●生を連れ込んでフェラチオ（4月16日、キャッツアイ）オムニバス作品
- 女子○生の太股とパンチラ 4（4月25日、アロマ企画）他多数出演
- M女子校生調教（4月28日、映天）
- 突然、パンツの中で発射(イカ)されちゃった僕。 2（5月13日、アロマ企画）他出演:河純ひなみ、矢沢るい、みなみゆず、深海沙織、つぼみ
- 女校医 放課後盗撮 04（6月4日、ゴーゴーズ）オムニバス作品
- 都立K学院女子高等部 2年C組 女子高生のちんちん観察日誌（6月10日、SODクリエイト）他出演:瀬名あゆむ、平井結、加藤はる希、葉月しおり、矢沢るい、並木るか ほか
- オレの職場でSEXはするな（6月16日、スターゲート）オムニバス作品
- 微乳美少女敏感乳首（6月25日、アロマ企画）他出演:野中あんり、木下あげは、亜由美、西野小春
- 末っ娘 あんじゅ（6月28日、SUNDAY MART）
- 黒人メガチ○ポ × 女子校生 (7月17日、ラハイナ東海、ラマニア)オムニバス作品
- 緊縛バイブの虜 05（7月20日、プールクラブ・エンタテインメント）他出演:高倉舞、星崎キララ、瀬奈涼、あんなさくら、牧野絵里
- 初めての緊縛（8月6日、暗黒屋、隷嬢寫眞館）
- 掃除飼育 おにいちゃんごめんなさい… Aカップなみだ目少女の終わらない放尿そうじ（8月20日、プールクラブ・エンタテインメント）
- ディルドにまたがる女子校生 5（8月25日、アロマ企画）他出演:みなみゆず、深海沙織、観月樹音、河純ひなみ、亜由美、水嶋アイ、小川るる
- 小●生貧乳ちゃん（8月25日、JUMP、下品屋）オムニバス作品
- ロリ中Ｏ生猥褻盗撮（9月15日、サウス・ポート、ソルトペッパー）オムニバス作品

### アダルトサイト
- 少女解禁 あんじゅ（モモプリッ!）
- FILE:250 大野なぎさ（REAL LIFE）

### イメージビデオ
- ピクシースマイル 中●生 あおいちゃん ●才（2009年10月19日、ミスター・インパクト） ※「あおい」名義
- あなたに甘えんぼ!（2010年7月2日、渋書.com） ※「長澤芽衣」名義
- CANDY（2010年8月1日、隷嬢寫眞館）
- やっぱり全裸の君が好き!!（2010年8月20日、渋谷プラス） ※「長澤芽衣」名義
- 教えてお兄ちゃん（2010年8月26日、オナフェスト） *「杏」名義
- もっと教えてお兄ちゃん（2010年9月26日、オナフェスト） *「杏」名義
- つるるんベイベー（2010年10月15日、エポリューション） ※「百井くるみ」名義